# Clubiona nemorum
Espèce
Clubiona nemorum est une espèce d'araignées aranéomorphes de la famille des Clubionidae.

## Distribution
Cette espèce est endémique de La Réunion.

## Publication originale
- Ledoux, 2004 : Araignées de l'île de La Réunion: I. Hahniidae, Ctenidae, Thomisidae et Clubionidae (Araneae). Revue Arachnologique, vol. 14, p. 159-191.